# كاما كاماندا
كاماندا كاما سيوور (بالإنجليزية: KAMA SYWOR KAMANDA)‏ كاتب وشاعر أفريقي من جمهورية الكونغو الديمقراطية، حاصل على عدة جوائز في مجاله.كتب في الرواية الطويلة والقصيرة في المسرح وفي المقالات الفلسفية

## السيرة الذاتية
كاماندا من مواليد 11 نوفمبر 1952. نشاء في بلدة مسقط راءسه لويبو في الكنغومع عائلته مصرية الاصل .بعد حصوله على شهادة عليا من جامعة كنشاسا (عاصمة الكنغو)استقركاماندا في أوروبا التي يقوم فيها حتى الآن.لكنه يحافظ على علاقات وثيقة مع أفريقيا. بداء الكتابة في الخامسة عشرمن عمره حيث الف المجمعة الؤولة من قصصه المشهورة «قصص القريو»les contes du griot
وأنتج منذ ذلك الحين عملاً هائلاً - حكايات وشعر وروايات ومقالات - والذي يتكون من عشرات الأعمال وآلاف المنشورات مترجمة إلى عدة لغات.من اشهرما كتب -حكايات كاماندة- مجموعة من القصص تفوق الفين سفحة مما جعله يصف من طرف المختصين باشهر كتاب الافارقة. قوة كتابته الاستفزازية وجودتها الأدبية تضع هذا الكاتب الإفريقى بين المؤلفين الكلاسيكيين العظماء مثل أندرسن، جريم، Perrault و Maupassant. أثار عمله الشعري، الكبير أيضًا، إعجاب القراء في جميع أنحاء العالم مما سمح له ان يفوزبالعديد من الجوائز المرموقة بما في ذلك ثلاث جوائز من الأكاديمية الفرنسية (جائزة بول فيرلين، بريكس تيوفيل غوتييه وبريكس هيريديا) وكذلك الجائزة لويز لابي

## الجوائز والمكافآت
- 1987 - جائزة بول فيرلين من الاكاديمية الفرنسية
- 1990 - جائزة لويز لابي
- 1991 - الجائزة الكبرى للأدب الأفريقي الأسود في فيلم La Nuit des griots1
- 1993 - جائزة Théophile-Gautier للأكاديمية الفرنسية
- 1999 - جائزة ميلينا ميركوري، رابطة الشعراء والكتاب اليونانيين
- شاعر الألفية 2000 ، أكاديمية الشعراء الدولية، الهند
- 2002 - الجائزة الكبرى لشعر الجمعية الدولية للكتاب اليونانيين
- المهنية لعام 2005 ، مركز السيرة الذاتية الدولية، كامبريدج
- شهادة شرف لمساهمة استثنائية في العالم الناطق بالفرنسية، وشهادة موريس كاغنون، المجلس الدولي للدراسات الفرانكوفونية
- كاتب شرف ضيف في معرض اليابان العالمي في أيتشي.
- 2009 - جائزة هيريديا من الأكاديمية الفرنسية [الميدالية البرونزية] لعمله الشعري، طبعة كاملة
- السعر الدولي للشعر «كاثاك» (الميدالية الذهبية) لجميع أعماله الشعرية، دكا، بنجلادش.
- جائزة Mihai Eminescu الشعرية الكبرى، كرايوفا، رومانيا